# Zilevtón
Zilevtón (Zilefto) är en ort i Grekland.   Den ligger i prefekturen Fthiotis och regionen Grekiska fastlandet, i den centrala delen av landet, 160 km nordväst om huvudstaden Aten. Zilevtón ligger 81 meter över havet och antalet invånare är 282.
Terrängen runt Zilevtón är varierad. Runt Zilevtón är det ganska tätbefolkat, med 93 invånare per kvadratkilometer. Närmaste större samhälle är Lamia, 15,4 km öster om Zilevtón. Trakten runt Zilevtón består till största delen av jordbruksmark.